# Van Bommel (geslacht)

Familiewapen van Van Bommel (1815 en 1905)

Van Bommel is een Nederlands geslacht, waarvan leden sinds 1815 behoren tot de Nederlandse adel en dat in 1977 uitstierf.

## Geschiedenis
De stamreeks begint met Joannis van Bommel (1691-1759), koopman en fabrikeur van laken te Leiden.
Bij KB van 21 augustus 1815 werd een kleinzoon van de stamvader, mr. Gerard(us) Andreas Martinus van Bommel (1770-1832), raad, wethouder en burgemeester van Leiden, verheven in de Nederlandse adel. Een verre verwant werd in 1905 verheven en met een dochter van die laatste stierf het adellijke geslacht in 1977 uit.

## Enkele telgen
Joannis van Bommel (1691-1759), koopman en fabrikeur van laken te Leiden
- Joannes Baptista Henricus Josephus van Bommel (1730-1783), koopman en fabrikeur van laken te Leiden
  - Jhr. mr. Gerard(us) Andreas Martinus van Bommel (1770-1832), raad, wethouder en burgemeester van Leiden
    - Jhr. Jules Corneille Charles van Bommel (1819-1855), burgemeester van Bergharen, Horssen en Batenburg

  - Jacobus Cornelius Balthazar van Bommel (1774-1806), mede-eigenaar witglasfabriek, lid van de raad van 's-Hertogenbosch
    - Mr. Joannes Baptista Lucas Wilhelmus van Bommel (1801-1874), advocaat en procureur
      - Rudolphus Wilhelmus Maria van Bommel (1851-1898), notaris te Vught
        - Jhr. Jan Baptita van Bommel (1888-1963), directeur garagebedrijf
          - Jkvr. Antonie Theresia Maria van Bommel (1931-1977), laatste telg van het adellijke geslacht